# The Hart Dynasty
Vous lisez un « bon article » labellisé en 2014.
Palmarès
Champions par équipes de la WWE (1 fois) 
Champions du Monde par équipes de la WWE (1 fois) 
Champions par équipes de la FCW (1 fois) 
Champion des États-Unis de la WWE (1 fois) - Bret Hart 
Champion poids-lourds du sud de la FCW (2 fois) - Smith (1) et Wilson (1)
The Hart Dynasty était une équipe de catcheurs composée de Tyson Kidd, David Hart Smith (DH Smith) et Natalya. Il s'agit de la plus récente version de la Hart Foundation, célèbre clan composé de membres de la famille Hart dans les années 1990.
Tyson Kidd et D.H. Smith ont d'abord travaillé ensemble sous leur véritable nom (TJ Wilson et Harry Smith) à la Stampede Wrestling, la fédération de la famille Hart, ainsi qu'à la Prairie Wrestling Alliance de 2002 à début 2005. Après avoir tous les deux signé avec la World Wrestling Entertainment (WWE), ils ont rejoint la Florida Championship Wrestling, le club-école de la WWE, où ils ont remporté le titre par équipe une fois. Présentés dans les principaux shows en 2009, ils débutent cette même année à la ECW avant d'être envoyés à SmackDown. Ils remportent le Championnat Unifié par équipe, nom donné à l'unification du Championnat par équipe et du Championnat du Monde par équipe, en 2010, et sont ensuite draftés à Raw. Ils deviennent les tout derniers possesseurs de ces deux titres, tous deux remplacés par une nouvelle ceinture, dont ils deviennent du même coup les détenteurs inauguraux. Parallèlement, Bret Hart, qui a brièvement appartenu à l'équipe, a remporté une fois le championnat des États-Unis et a occupé le poste de manager général de Raw.

## Carrière de l'équipe

### Circuit indépendant
Harry Smith et T.J. Wilson ont commencé à faire équipe dans des fédérations du circuit indépendant canadien, notamment à la Stampede Wrestling, la fédération de la famille Hart entre 2002 et décembre 2005. Le 9 octobre 2004, ils remportent leurs premiers titres en équipe en devenant les champions de la Prairie Wrestling Alliance, une fédération d'Edmonton, dans un Iron Man match d'une heure face à trois autres équipes. Ils perdent ce titre le 8 janvier 2005 et les deux hommes se séparent alors : Smith souhaite aller au Japon et suivre les pas de son père Davey Boy Smith, qui a commencé à faire parler de lui quand il était à la New Japan Pro Wrestling, alors que Wilson souhaite partir en Angleterre,. Ils ont reformé leur équipe à l'été 2005, et, fin novembre, ils remportent le Grapple Cup Tournament, un tournoi par équipe organisé par la American Wrestling Association Superstars Of Wrestling dans l'État de Washington,. Le duo se sépare une nouvelle fois en avril 2006 quand Smith rejoint la World Wrestling Entertainment - son équipier le rejoint en novembre,.

### World Wrestling Entertainment (2007-2011)

#### Florida Championship Wrestling (2007-2009)
Smith et Wilson font leur premier match ensemble à la Florida Championship Wrestling (FCW) le 26 juin 2007 où ils battent The Samoan Fight Club (Afa, Jr. et Siaki). Plus tard dans la soirée, Smith devient champion poids-lourds du sud de la FCW en sortant vainqueur d'une bataille royale et conserve son titre jusqu'à sa défaite face à Afa, Jr. le 16 octobre,. Wilson récupère ce titre le 1er décembre et le garde jusqu'au 18 où il perd un match de championnat face à Ted DiBiase Jr.,.
Le 30 novembre 2008, ils deviennent champions par équipe de Floride de la FCW en battant Joe Hennig et Sebastian Slater dans un match au meilleur des trois tombés. Ils perdent leurs titres le 11 décembre 2008 face à Johnny Curtis et Tyler Reks.

#### Débuts télévisés (2009)
Le 12 mai, à la Extreme Championship Wrestling (ECW), Tyson Kidd affronte Finlay, accompagné par Natalya. Pendant le match, David Hart Smith intervient en attaquant Finlay, reformant ainsi une nouvelle version de la Hart Foundation, nommée la Hart Dynasty. Les catcheurs sont considérés comme des heels, dont les actions sont huées par le public,. Deux semaines plus tard, Smith, Kidd et Jack Swagger battent Christian et Tommy Dreamer dans un match à handicap.
Fin juin, ils sont envoyés à SmackDown, où ils entament une rivalité avec Cryme Tyme (JTG et Shad Gaspard), lorsque la Hart Dynasty les bat ainsi qu'Eve Torres le 17 juillet, dans un match à équipe mixte. Le 31 juillet à Smackdown, Kidd et Smith perdent un match pour désigner le challenger pour le championnat par équipe unifié de la WWE à SummerSlam face à Cryme Tyme. Le 16 octobre, Smith et Kidd échouent à intégrer l'équipe Smackdown à Bragging Rights à la suite de leur défaite face à Cryme Tyme. La semaine suivante, Chris Jericho force les membres de la Team Smackdown (Dolph Ziggler, Drew McIntyre, Eric Escobar, Shad et JTG) à défendre leur place dans l'équipe dans un match les opposant à Matt Hardy, Fit Finlay, R-truth et la Hart Dynasty que ces derniers remportent. Le 25 octobre, à Bragging Rights, l'équipe Smackdown emmenée par Chris Jericho réussit à vaincre l'équipe Raw (Triple H, Shawn Michaels, Big Show, Cody Rhodes, Mark Henry, Jack Swagger et Kofi Kingston) et remporte la coupe Bragging Rights. Le 25 décembre, ils perdent leur premier match pour le championnat par équipe unifié de la WWE face à D-Generation X.

#### Champions par équipes de la WWE (2009-2010)

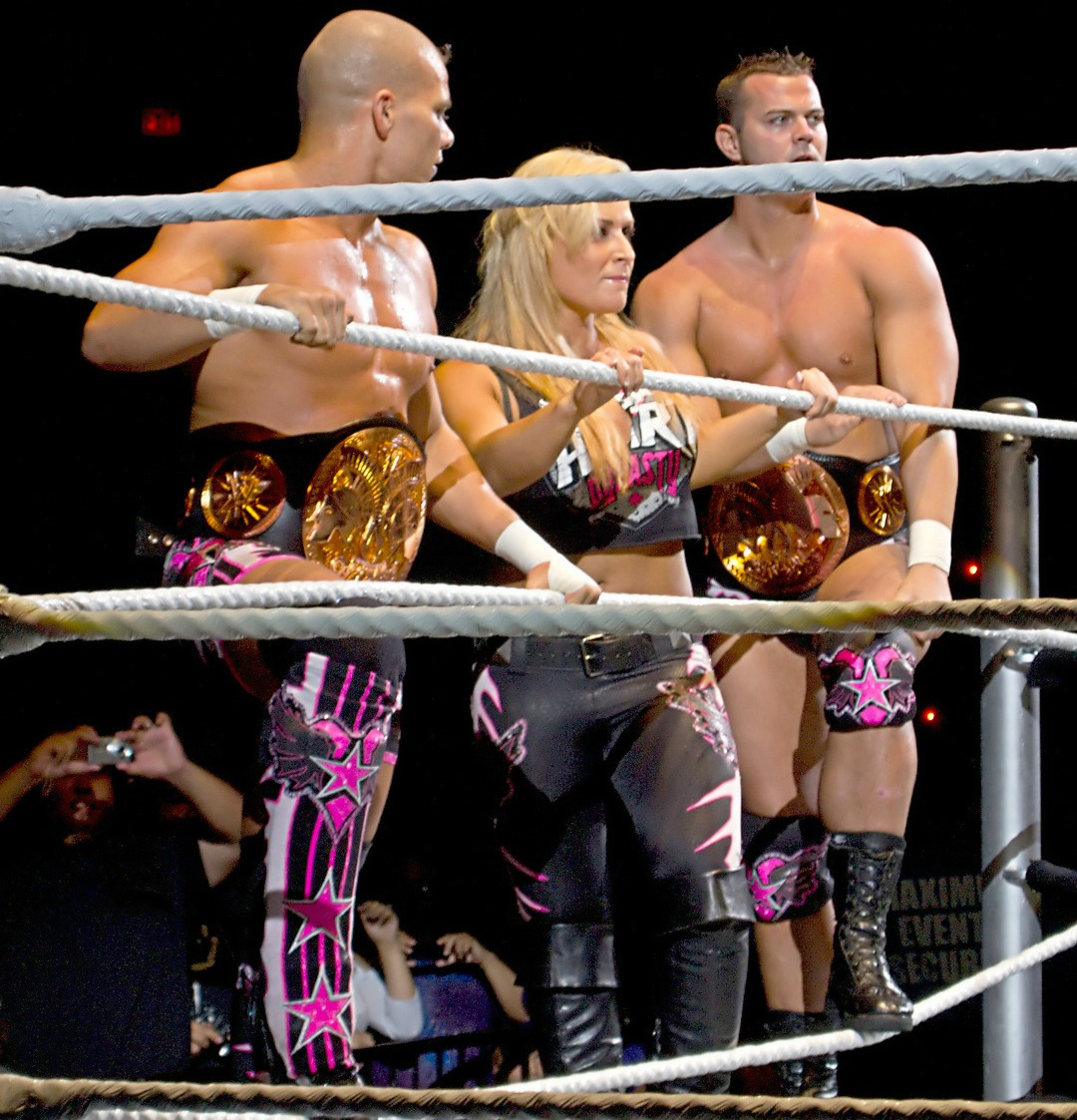
The Hart Dynasty en tant que WWE Tag Team Champions.

Le 15 janvier, ils affrontent la Straight-Edge Society (CM Punk et Luke Gallows), Matt Hardy et The Great Khali et Cryme Tyme dans un Fatal four-way tag team match pour désigner les challengers pour le championnat par équipe unifié de la WWE remporté par la Straight Edge Society. Après une rivalité avec Matt Hardy, The Great Khali et Maria le 19 février, ils perdent le 5 mars l'opportunité d'obtenir un match pour les championnats unifiés par équipes à WrestleMania XXVI en perdant un Triple Threat Tag team match contre John Morrison, R-Truth et Cryme Tyme.
À WrestleMania, l'équipe effectue un face turn en aidant Bret Hart dans son match contre Vince McMahon : alors que ce dernier a fait du clan et du reste de la famille Hart les bûcherons de ce Lumberjack No Hold Barred match, la Hart Dynasty et les membres de la famille Hart se sont retournés contre McMahon, permettant à Bret Hart de remporter son match. Le lendemain, Bret célèbre sa victoire avec la Hart Dynasty mais les champions unifiés par équipe ShowMiz (Big Show et The Miz) viennent les interrompre. Cela aboutit à un match entre les deux équipes que la Hart Dynasty remporte.
Leur victoire à Extreme Rules le 25 avril contre ShowMiz, leur permet d'obtenir un match pour les championnats unifiés par équipe contre ces derniers dès le lendemain, match qu'ils remportent, obtenant ainsi leurs premiers titres notables à la WWE. Par la suite, l'équipe est draftée à Raw. Après avoir conservé les titres contre The Miz et Chris Jericho à Over the Limit, ils débutent une rivalité avec les frères Usos (Jimmy et Jay), accompagnés de Tamina, qu'ils battent à Fatal 4-Way dans un match par équipe mixte. Le 28 juin, un match revanche est organisé mais il n'a pas eu le temps de débuter en raison de l'attaque des Usos et de Tamina lors de l'entrée des Hart Dynasty sur le ring. Finalement, un match revanche de Fatal 4-Way a lieu le 12 juillet et a été remporté par les Usos et Tamina. Tyson Kid et David Hart Smith ont par la suite pris leur revanche face aux Usos à Money in the Bank dans un match pour le championnat par équipe. Parallèlement, le 17 mai, Bret Hart a remporté le Championnat des États-Unis face à The Miz, il a rendu son titre vacant la semaine suivante pour devenir le manager général de Raw,. Le 21 juin, au lendemain de Fatal 4-Way, Bret Hart est renvoyé de son poste de manager général.
Le 16 août, Bret Hart (revenu entre-temps à la WWE) annonce que les deux paires de ceintures symbolisant le championnat unifié par équipes sont désormais réunies en une seule paire de ceinture avec un nouveau design, et renommée plus simplement championnat par équipes de la WWE.

#### Perte des titres et dissolution (2010-2011)
Le 13 septembre, ils perdent un match en cage à handicap face à Chris Jericho, qui obtient grâce à cette victoire sa place dans le match pour le championnat de la WWE à Night of Champions. Le vendredi suivant à Smackdown, ils perdent face à Cody Rhodes et Drew McIntyre. Le 19 septembre, à Night of Champions, ils perdent le championnat par équipe lors d'un Tag team Turmoil où ils sont éliminés en premier par les Usos (Jimmy et Jey Uso), les titres revenant à Cody Rhodes et Drew McIntyre. Le 27 septembre puis le 1er octobre, ils perdent à deux reprises dans des matchs de championnat face à Rhodes et McIntyre à Raw et à Smackdown,. Ils continuent leur série de défaites face aux Usos,, Rhodes et McIntyre et The Nexus (Heath Slater et Justin Gabriel). À la suite d'un match face à ces derniers, le 15 novembre, Tyson Kidd a refusé de prendre le relais de son équipier le laissant seul sur le ring engendrant la rupture de l'alliance entre les deux hommes.
Par la suite, les deux hommes se sont affrontés à Raw le 6 décembre, et Tyson Kidd a remporté le match. Leur rivalité a pris fin par la suite. Il s'agit en outre du dernier match de David Hart Smith dans une des deux émissions principales produite par la fédération, car en 2011, il travaille essentiellement à Superstars avant que la WWE ne mette fin à son contrat en août,.

## Palmarès
- American Wrestling Association Superstars Of Wrestling
  - Grapple Cup Tournament (2005)

- Florida Championship Wrestling
  - 1 fois Champions par équipes de la FCW - Harry Smith et T.J. Wilson
  - 2 fois Champion poids-lourds du sud de la FCW - 1 fois Harry Smith et 1 fois T.J. Wilson

- Prairie Wrestling Alliance
  - 1 fois Champions par équipe de la PWA - Harry Smith et T.J. Wilson

- World Wrestling Entertainment
  - 1 fois Champion du Monde par équipes de la WWE (derniers) - Tyson Kidd et DH Smith
  - 1 fois Champion par équipes de la WWE - Tyson Kidd et DH Smith
  - 1 fois Champion des États-Unis de la WWE - Bret Hart